# Rue Auguste-Mie
La rue Auguste-Mie est une voie du 14e arrondissement de Paris, en France.

## Situation et accès
La rue Auguste-Mie est une voie publique située dans le 14e arrondissement de Paris. Elle débute au 73, rue Froidevaux et se termine au 97, avenue du Maine.

## Origine du nom
Elle porte le nom de l'imprimeur républicain, Louis Augustin Mie, dit Auguste Mie (1801-1885), qui fournit ses presses en juillet 1830 pour publier la protestation des journalistes contre les ordonnances royales.

## Historique
Cette voie est une partie de l'ancien « chemin de Vanves » situé sur la commune de Montrouge et indiqué sur le plan de Rochefort de 1670, le plan de Jaillot de 1713 et le plan de Roussel de 1730.
Aucune ouverture n'est cependant pratiquée pour son passage dans le mur des Fermiers généraux en 1786, de sorte qu'il n'en reste rapidement plus à l'intérieur de l'enceinte de Paris, comme le montre le plan de Verniquet, que le tronçon constitué par la rue de Chevreuse. Hors de l'enceinte, venant de Vanves, le chemin poursuit encore, au nord-est de la route du Maine et vers le mur de Paris, jusqu'à desservir le moulin de la Charité, devenu depuis la Révolution une guinguette. Mais la plus grande partie de cette dernière section est effacée par la mise en service, en 1824, du cimetière du Montparnasse, ne laissant subsister, entre l'avenue du Maine et la rue Froidevaux, que le court segment appelé à devenir la rue Auguste-Mie.

Le chemin est transformé en rue avant d'être classé dans la voirie parisienne en 1863. Lors de la même séance du conseil municipal de Paris où sont adoptés, le 19 juin 1885, le changement du nom du boulevard d'Italie en boulevard Auguste-Blanqui et le changement du nom du boulevard de Grenelle « pour sa partie non comprise dans le quartier du même nom » en boulevard Garibaldi, la proposition du rapporteur de renommer le chemin de Vanves en rue Tassaërt est contrecarrée par la proposition du conseiller Monteil : 

« Au lieu du nom de ce peintre relativement peu connu, je vous propose de donner au chemin de Vanves le nom de rue Auguste-Mie. Auguste Mie est cet homme de cœur et d’énergie qui donna ses presses pour protester contre les ordonnances de Charles X (...) Les bureaux de cet imprimeur furent le point central où les ouvriers se réunirent et comme un envoyé du préfet de police lui apportait un ordre de cesser d’imprimer, il jeta cet ordre dans sa corbeille aux papiers de rebut et dit à l’envoyé du préfet : « Allez dire à votre maître que lorsque j’ai la loi pour me protéger, je n’obéis pas aux insolences des gouvernants (...) ». »

 La décision de donner le nom de « rue Auguste-Mie » au chemin de Vanves est rendue exécutoire par arrêté du préfet de la Seine du 10 novembre 1885.